# Gewaltritt Karls XII. von Pitești nach Stralsund

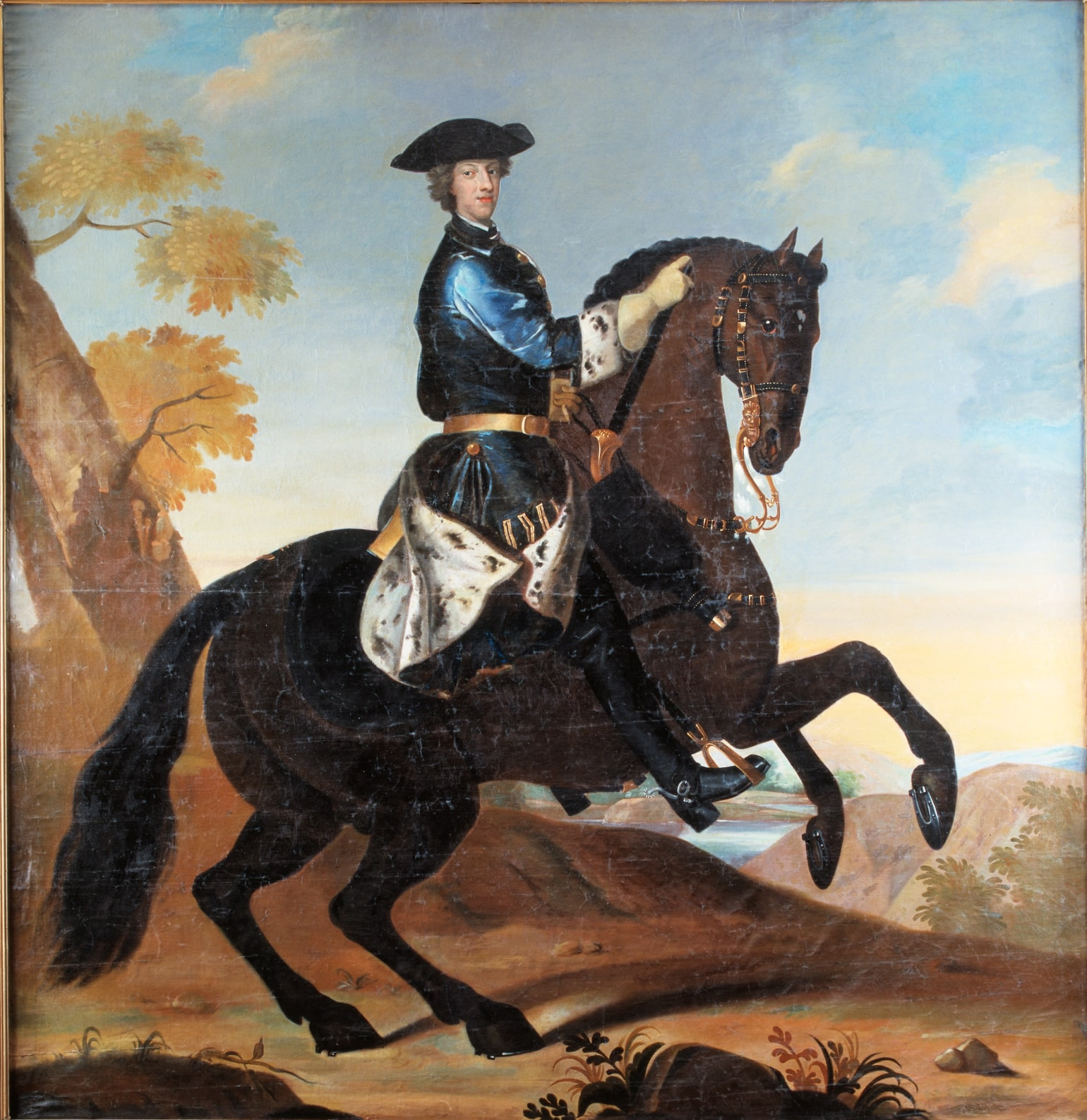
Karl XII. von Schweden

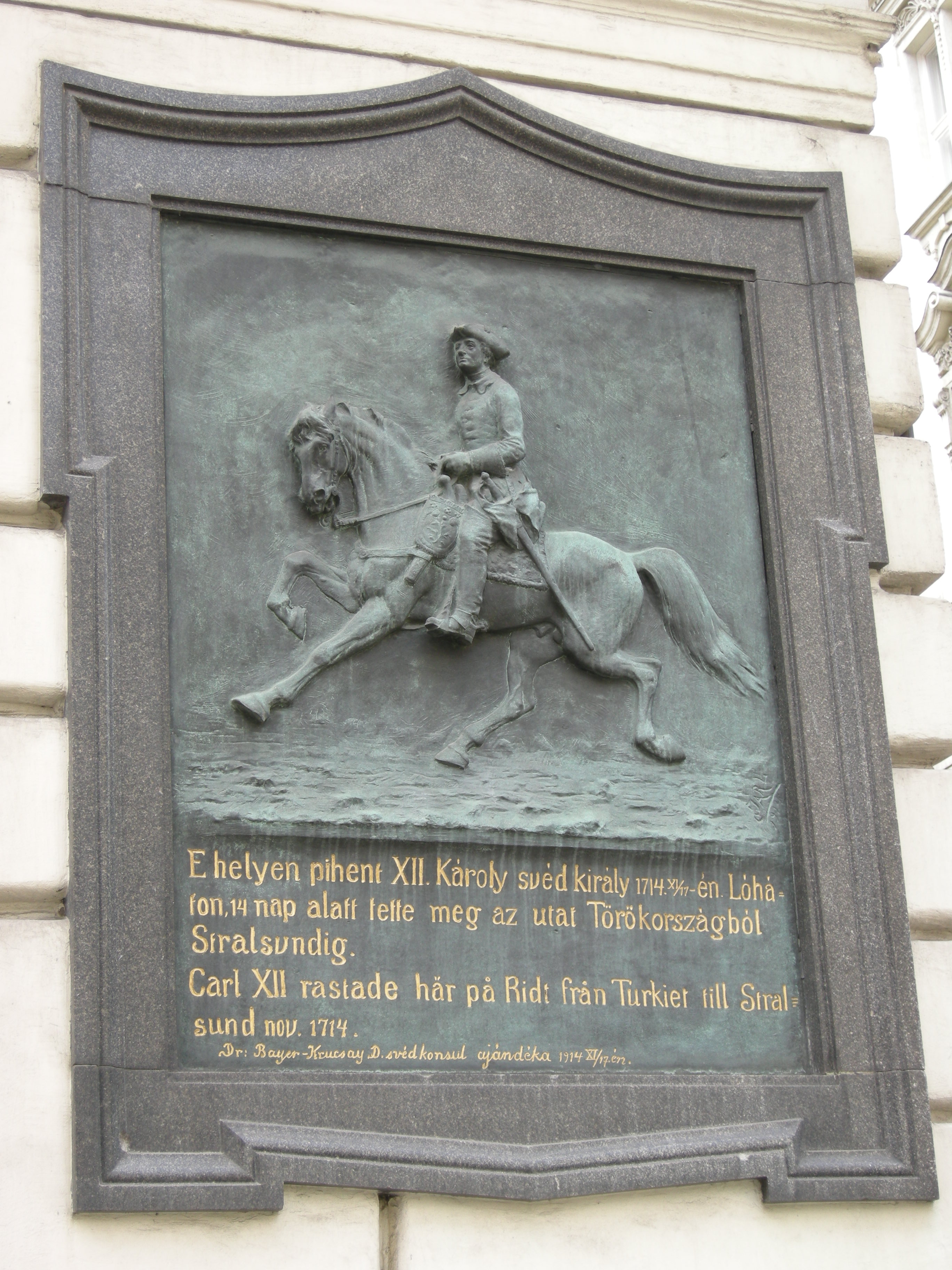
Erinnerungsgedenkplatte an den Gewaltritt Karls XII. in Budapest, Ungarn

Der Gewaltritt Karls XII. von Pitești nach Stralsund bezeichnet die 2150 Kilometer lange Reiseroute, die der schwedische König Karl XII. von seinem Exil im Osmanischen Reich aus zurück in das schwedische Reich in 15 Tagen im Oktober und November 1714 zurücklegte (wobei der eigentliche Gewaltritt ab Pitești gezählt wird). Auf der Reise, die während des Großen Nordischen Kriegs stattfand, wurde der König nur von einem Offizier begleitet. Bei dem Ritt wurden zu Pferd durchschnittlich 143 Kilometer pro Tag zurückgelegt. Nach dem Biographen von Karl XII. Otto Haintz war dies die wohl größte reiterliche Leistung der gesamten Militärgeschichte.

## Vorgeschichte

Das schwedische Lager bei Bender, 1711. Nachdem der Sultan Karl XII. und seinen Begleitern Asyl gewährt hatte, wurde südlich der Stadt Bender ein befestigtes Lager errichtet. Im oberen Bildabschnitt ist der König reitend und in Begleitung von Axel Sparre dargestellt.

In der Schlacht bei Poltawa am 27. Junijul. / 8. Juli 1709greg. gegen die Russen, die der schwedische König aufgrund einer zehn Tage zuvor erhaltenen Wunde nicht selbst leitete, erlitten die erschöpften Schweden eine vollständige Niederlage. Karl entkam mit 1500 Mann über den Bug nach Bender auf osmanisches Territorium. Der König von Dänemark und der Kurfürst von Sachsen erneuerten ihre Allianz. Letzterer erklärte den Altranstädter Vertrag für ungültig und nahm Polen von Neuem in Besitz. Der dänische König Friedrich IV. landete in Schonen, der Zar Peter drang in Livland vor. Karl selbst, von der Hohen Pforte gut aufgenommen, hatte bei Bender ein Lager bezogen, in dem sich auch der exilierte polnische König Stanislaw Leszczyński einfand und bewog die Pforte am 21. November 1710, Russland den Krieg zu erklären. Dem Großwesir Mehmed Baltadschi gelang es, den Zaren am Pruth einzukesseln; aber die Gemahlin Peters, Katharina I., bestach den Wesir, so dass er die Russen entkommen ließ. Am 23. Juli 1711 wurde der Friede am Pruth geschlossen, zu dessen Bedingungen gehörte, dass Karl auf seiner Rückreise nach Schweden vom Zaren nicht verfolgt werden sollte. Zwar bewirkte Karl noch zweimal bei der Pforte erneute Kriegserklärungen gegen Peter; durch eine schnelle Wiederversöhnung, vermittelt durch England und Holland, konnte ein wirklicher Ausbruch des Kriegs aber verhindert werden. Bald gab man ihm zu verstehen, er möge das türkische Gebiet verlassen. Karl erklärte sich dazu bereit, wenn man ihm 100.000 Mann gäbe. Stattdessen erhielt er 1713 eine Summe von 600.000 Talern für die Abreise. Dieses Angebot lehnte er aber ab. Der Sultan Ahmed III. beschloss daher, Gewalt anzuwenden. Nun verschanzte sich Karl in seinem Haus, hielt mit 300 schwedischen Soldaten einen ganzen Tag lang die Angriffe mehrerer Tausend Janitscharen aus und wurde nur mit Mühe gefangen (vgl. Handgemenge von Bender). Er wurde nach Demotika in der Nähe von Adrianopel gebracht.
Zehn Monate lang verließ er dort sein Zimmer nicht, um dem Wesir aus dem Weg zu gehen. Erst als alle Versuche, die Pforte zu neuen Rüstungen gegen Russland zu bewegen, gescheitert waren, und er beunruhigende Nachrichten über die innenpolitische Situation in Schweden erhielt (man hatte aus Schweden eigens den Generalmajor Hans Heinrich von Lieven geschickt, der im März 1714 in Demotika eintraf), entschied er sich zur Abreise. Er nahm nur seine schwedischen Gefolgsleute mit, die übrigen Verbündeten, die mit ihm in der Türkei waren, überließ er ihrem Schicksal.

## Der Ritt von Pitești nach Stralsund

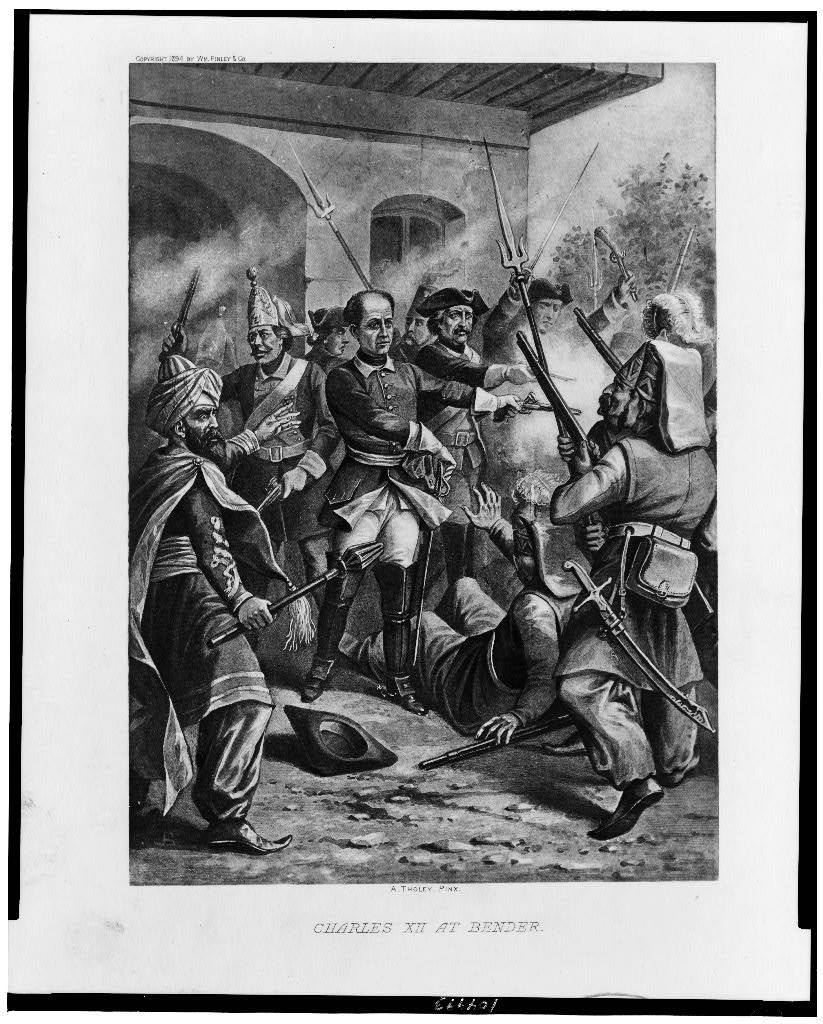
Karl beim Handgemenge bei Bender, bei dem ihm ein Stück Ohr abgeschossen wurde

Die Abreise wurde verzögert durch Gläubiger, die auch später dem Tross folgten, und die Notwendigkeit, Geld für die Reise aufzutreiben. Am Ende bewilligte der Sultan die fehlenden Mittel. Am 20. September brach der König von Schweden auf. Ein osmanischer Hofmarschall erschien, um ihn abzuholen. Er brachte ihm ein großes, mit Gold besticktes Zelt, einen Säbel mit edelsteinverziertem Griff und acht arabische Pferde mit prächtigen Sätteln, deren Steigbügel aus Silber waren. Sechzig mit Proviant aller Art beladene Wagen und dreihundert Pferde bildeten den Konvoi. Die Mannschaft von rund 1300 Mann in Bender unter Axel Sparre machte sich ebenfalls auf die Reise und sollte Karl XII. in der Walachei treffen.
Als Geste des Respekts ließen ihn die Türken nur kleine Tagesreisen machen. Er stand auch unterwegs gewohnheitsgemäß um drei Uhr morgens auf. Sobald er angekleidet war, weckte er selbst den Tross und befahl den Aufbruch, auch wenn es noch dunkel war. Als der König von Schweden die Grenzen Habsburgs erreichte, erfuhr er, dass der Kaiser den Befehl erteilt hatte, ihn zu empfangen. Die Städte und Dörfer, welche die Quartiermeister als Stationen seiner Reise benannten, trafen Vorbereitungen zu seinem Empfang.
Karl XII. sammelte seine verbliebenen Truppen in Pitești im heutigen Rumänien, um mit ihnen den Rückmarsch nach Schweden anzutreten. Er kam dort am 8. Oktober an und war dort in der Nähe des Gebiets der Habsburger, an die er sich wandte, da ihm die zur Verfügung gestellten Geldmittel ausgegangen waren. Er erhielt auch 50.000 Gulden vom österreichischen General Steinville. Mit den Einheiten aus Bender hatte er nun rund 800 Mann. Er trennte sich von den Saporoger Kosaken, die ihm bis dahin die Treue gehalten hatten. Der König entschloss sich, die Heimreise verkleidet auf schnellstmögliche Weise zurückzulegen.
Als eigentlicher Beginn des Gewaltritts gilt deshalb der 26. Oktober, der Tag, an dem er Pitesti verließ. Er nahm nur seinen Generaladjutanten Gustav Friedrich von Rosen und den Obersten Otto Friedrich Düring mit sich und verließ sein Gefolge. 24 auserwählte Personen sollten in einem Tag Abstand reisen, die restliche Mannschaft wählte den kürzeren Weg durch Preußen. Karl trug auf dem Ritt eine schwarze Perücke, um sich unkenntlich zu machen, bekleidete sich mit einem Hut, einem Rock und blauen Mantel und nahm den Namen eines deutschen Offiziers an (Hauptmann (Kapitän) Peter Frisch). Er ritt mit seinem Reisegefährten am 26. Oktober um 1 Uhr vormittags in Pitești auf Postpferden ab. Hinter dem Roten-Turm-Paß in Siebenbürgen befahl er auch Rosen zurückzubleiben. Er sollte ihm in 4 Stunden Abstand folgen, da seine Ähnlichkeit mit dem König sonst Aufmerksamkeit erregen würde.
Er vermied die großen Wege und feindliches Gebiet (Kursachsen, Preußen) und reiste über Klausenburg, Debrecen, Budapest (Ofen, Pest), Wien, Passau, Regensburg, Nürnberg, Bamberg, Würzburg, Hanau, Kassel, Braunschweig und Güstrow nach Stralsund. Über diesen Umweg wollte er Sachsen umgehen, weil er fürchtete, durch Augusts Spione gefangen genommen zu werden.
Zunächst benutzten sie teilweise noch die Postkutsche, später nur noch Postpferde und hielten nirgends länger an. Nach einem sechzehntägigen Ritt, auf dem sie mehrmals Gefahr liefen erkannt zu werden, kamen sie am 11. November 1714 um ein Uhr nach Mitternacht vor den Toren der Stadt Stralsund an. Der König rief der Schildwache zu, er sei ein vom König von Schweden aus dem Osmanischen Reich abgesandter Kurier und müsse augenblicklich den Gouverneur der Festung, General Karl Gustav Düker, sprechen. Die Schildwache gab zur Antwort, es sei zu spät, der Gouverneur liege zu Bett, er müsse warten, bis es Tag sei, Karl ließ sich aber nicht abhalten und wurde empfangen. Da er die letzten acht Tage seine Stiefel nicht abgelegt hatte, waren seine Beine geschwollen. Die Stiefel mussten abgeschnitten werden und er zog sich einen Tag zurück, um sich zu erholen. Rosen kam nur einen Tag nach Karl an. Auch die 24-köpfige Reisegruppe kam bald darauf in Stralsund an (sie hatte auf der Reise größere Aufmerksamkeit auf sich gelenkt und man vermutete oft den König darunter), die übrigen Schweden erst ab März 1715 in kleinen Gruppen und in abgerissenem Zustand, da ihnen die Geldmittel gefehlt hatten. Mit ihnen zusammen kamen auch Gläubiger von Karl XII. aus dem Orient, die hofften, ihr Geld zu erhalten.

## Pommernfeldzug

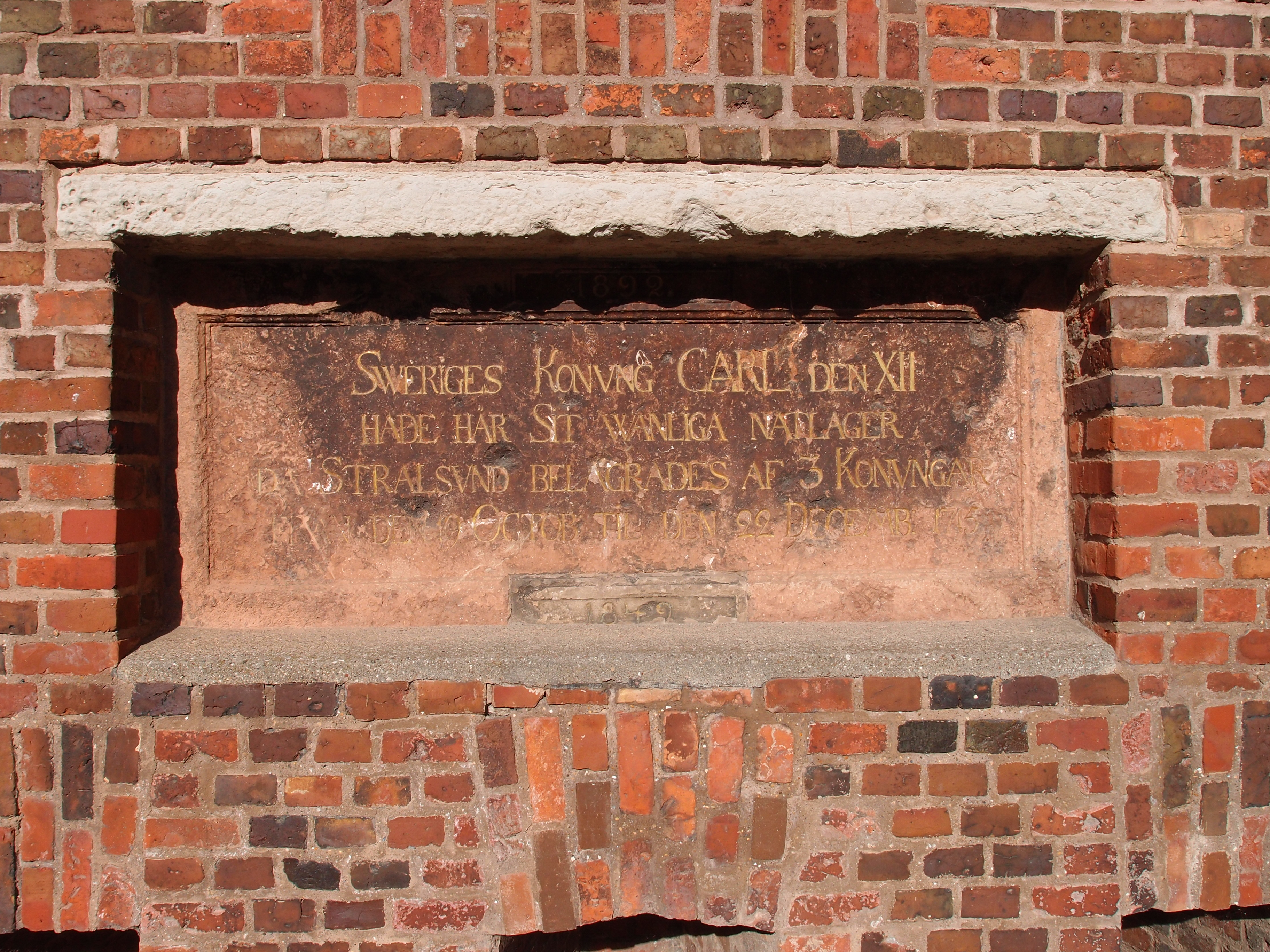
Tafel zur Erinnerung an Karl XII. am Frankenkronwerk

Unter Verkennung der Situation war es in den kommenden Monaten Karls Ziel, die früheren Machtverhältnisse in Pommern wiederherzustellen. Unter seiner Führung wurde der Ausbau der Befestigungsanlagen, an dem bis zu 10.000 Menschen beteiligt waren, forciert.
Zudem stellte er eine kleine, mangelhaft ausgerüstete, aber ihm ergebene Armee auf.
Im Januar eröffnete Karl XII. die Operationen und besetzte zur Sicherung der Stralsunder Festung die Süd- und Ostküste Rügens. Am 23. Februar 1715 nahm Karl XII. Wolgast ein, das von einem zwanzig Mann starken preußischen Posten besetzt war. Am 22. April landeten schwedische Truppen auf der Insel Usedom und überrumpelten eine kleine preußische Abteilung.
Daraufhin ließ Friedrich Wilhelm I. den schwedischen Gesandten ausweisen und gab die Anweisung zum Beginn des geplanten Feldzugs.
In der Nacht zum 22. Dezember, als die alliierten Geschütze gangbare Breschen in den Festungswall geschlagen hatten, die Gräben durch die einsetzende Kälte zugefroren waren und der Großangriff bevorstand, floh König Karl XII. mit drei Begleitern aus der belagerten Festung, um einer Gefangennahme zu entgehen. Sie kamen in einer kleinen Yacht über den teilweise zugefrorenen Strelasund in Richtung Hiddensee zu der letzten vor Ort befindlichen Fregatte und erreichten sicher Trelleborg in Schweden, obwohl Peter Wessel Tordenskiold mit seiner Flotte in den Gewässern kreuzte und versuchte, sie gefangen zu nehmen. Karl XII. war nach 15 Jahren erstmals wieder in Schweden. Zwei Tage später, am 24. Dezember 1715, kapitulierte Stralsund vor den Alliierten.